# Allen (Kentucky)
Allen ist eine City im Floyd County im US-Bundesstaat Kentucky. Das U.S. Census Bureau ermittelte bei der Volkszählung 2020 eine Einwohnerzahl von 182.

## Geographie
Der Ort erstreckt sich über ein Gebiet von lediglich 0,6 km².

## Demographie
Der Volkszählung aus dem Jahre 2000 zufolge leben in Allen 150 Einwohner in 67 Haushalten und 42 Familien. Die Bevölkerungsdichte beträgt 269,3 Menschen/km². Die Bevölkerung der Stadt besteht aus 94,67 % Weißen, 4,67 % Afro-Amerikanern und 0,67 % sind anderer ethnischer Herkunft bzw. leiten ihre Abstammung von zwei oder mehr „Rassen“ ab.
In 26,9 % der 67 Haushalte (18 Haushalte) leben Kinder unter 18 Jahren. 44,8 % der Haushalte bestehen aus verheirateten Paaren, in 13,4 % sind nur Frauen ohne Partner wohnhaft und in 37,3 % leben Unverheiratete. 35,8 % der Haushalte umfassen Alleinstehende und 23,9 % allein lebende Personen über 65 Jahre. Die durchschnittliche Größe eines Haushalts in Allen besteht aus 2,2 Personen und die einer Familie aus 2,4.
Die Altersstruktur der Bevölkerung Allens setzt sich folgendermaßen zusammen: 20,7 % unter 18 Jahren, 5,3 % zwischen 18 und 24 Jahren, 34,0 % im Alter zwischen 25 und 44, 22,7 % zwischen 45 und 64, sowie 17,30 %, die 65 Jahre oder älter sind. Das durchschnittliche Alter beträgt 40 Jahre.
Auf je 100 Frauen kommen 89,9 Männer.
Das durchschnittliche Einkommen eines Haushaltes beträgt 20.625 US-Dollar, das Einkommen einer Familie 26.875 Dollar. Männer verfügen über ein Einkommen von 35.625, dagegen sind es 17.500 Dollar bei Frauen. Das Pro-Kopf-Einkommen innerhalb der Stadt beträgt 12.720 Dollar. 28,6 % der Familien und 37,4 % der Bewohner leben unterhalb der Armutsgrenze, davon 72,7 % der Minderjährigen und 35,7 % der über 64-Jährigen.